# 上海英侨

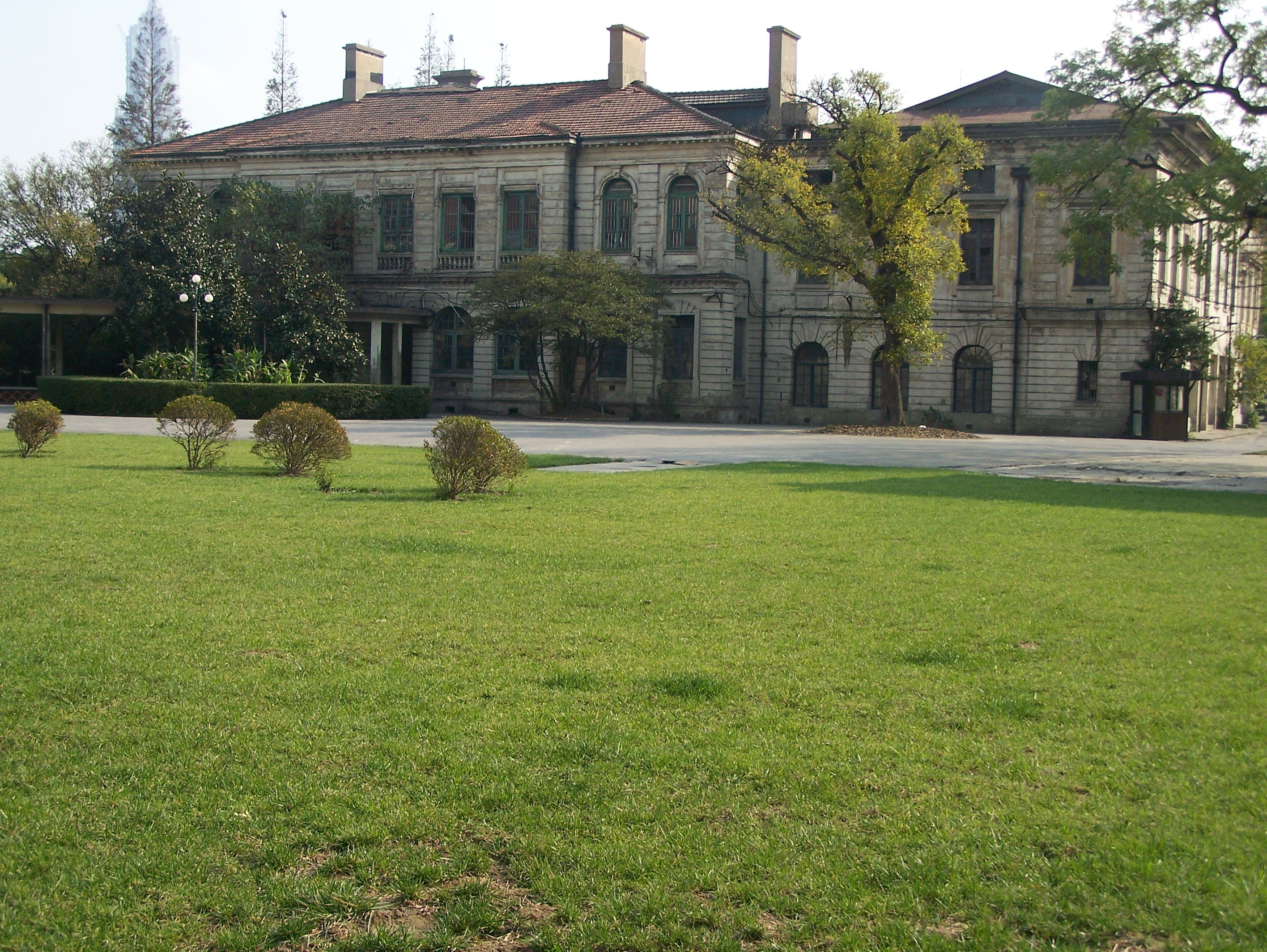
外滩33号原英国领事馆

上海英侨是上海1843年开埠后最早进入的一批外侨，在此后一个世纪中，他们在上海的各国侨民中始终占有重要地位，尤其是在商界占据主导地位。作为上海公共租界的开辟国侨民，英籍董事一直占有工部局董事会的多数席位，居于主导地位。
上海英侨们自称“Shanghailander”。他们大致可以包括四类：商人、传教士、官员和居留者，其中最后一类人数最多，包括洋行、工部局职员、巡捕等，多数来自英国中下阶层，在中国可以得到比在英国更理想的职位，例如宽敞的住房和仆人。

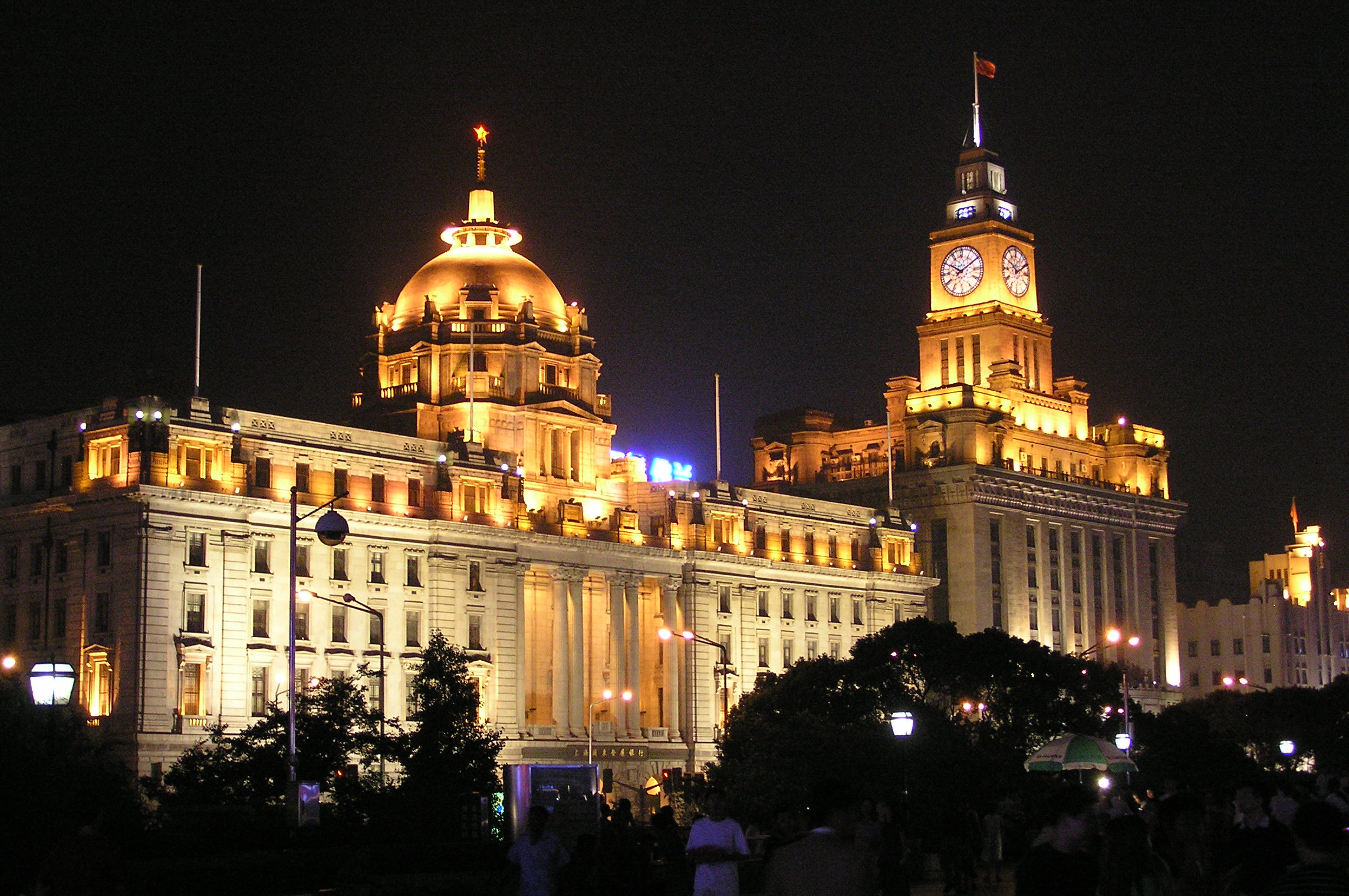
滙丰银行大楼和江海关

在上海开业的英国大公司，贸易包括怡和洋行、太古洋行、宝顺洋行，金融业包括汇丰银行、麦加利银行、有利银行，建筑事务所包括公和洋行（Palmer and Turner）、德和洋行（Lester，Johnson＆Morriss）、通和洋行（Atkinson＆Dallas），房地产业包括业广地产公司（Shanghai Land Investment Company），报业包括《字林西报》、《上海泰晤士报》，零售商业方面也有惠罗公司（Whiteaway laidlaw）、福利公司（Messrs.Hall and Holtz）、汇司洋行（Weeks and Company）和泰兴洋行（Lane Crawford），它们都汇集在东段四川路口附近，称为早期四大公司。这些机构大多集中于公共租界中区东到外滩，西到河南路的区域。
上海英侨保持了印度时期的传统，始终保持与其他国籍，尤其是亚洲人的距离，没有社交往来。除了传教士以外，其他英侨均不学习汉语，坚持只使用英语，只吃英国食品。上海英侨极其注重衣着的整洁，男士们随时注意“从喉结到膝盖都不应裸露在外”。上海英侨普遍极为重视不与外族通婚，尤其是中国人、日本人和俄国人，对下层男性略为宽松，对女性的禁忌则极为严格。
上海英侨曾是上海人数最多的一批侨民。上海开埠初期，外国侨民共有约300人，其中绝大部分是英国人。1865年，住在上海公共租界的英国侨民达到1372人，占各国侨民总数的60％。太平天国战争结束以后，上海的房地产业降温，英侨人数下降到1870年的894人。不久又逐渐恢复，1935年，住在上海公共租界的英国侨民达到6221人。
上海英侨的业余生活，常在上海总会（位于外滩3号）、乡下总会（位于静安寺路）和跑马总会度过。其中上海总会档次最高。

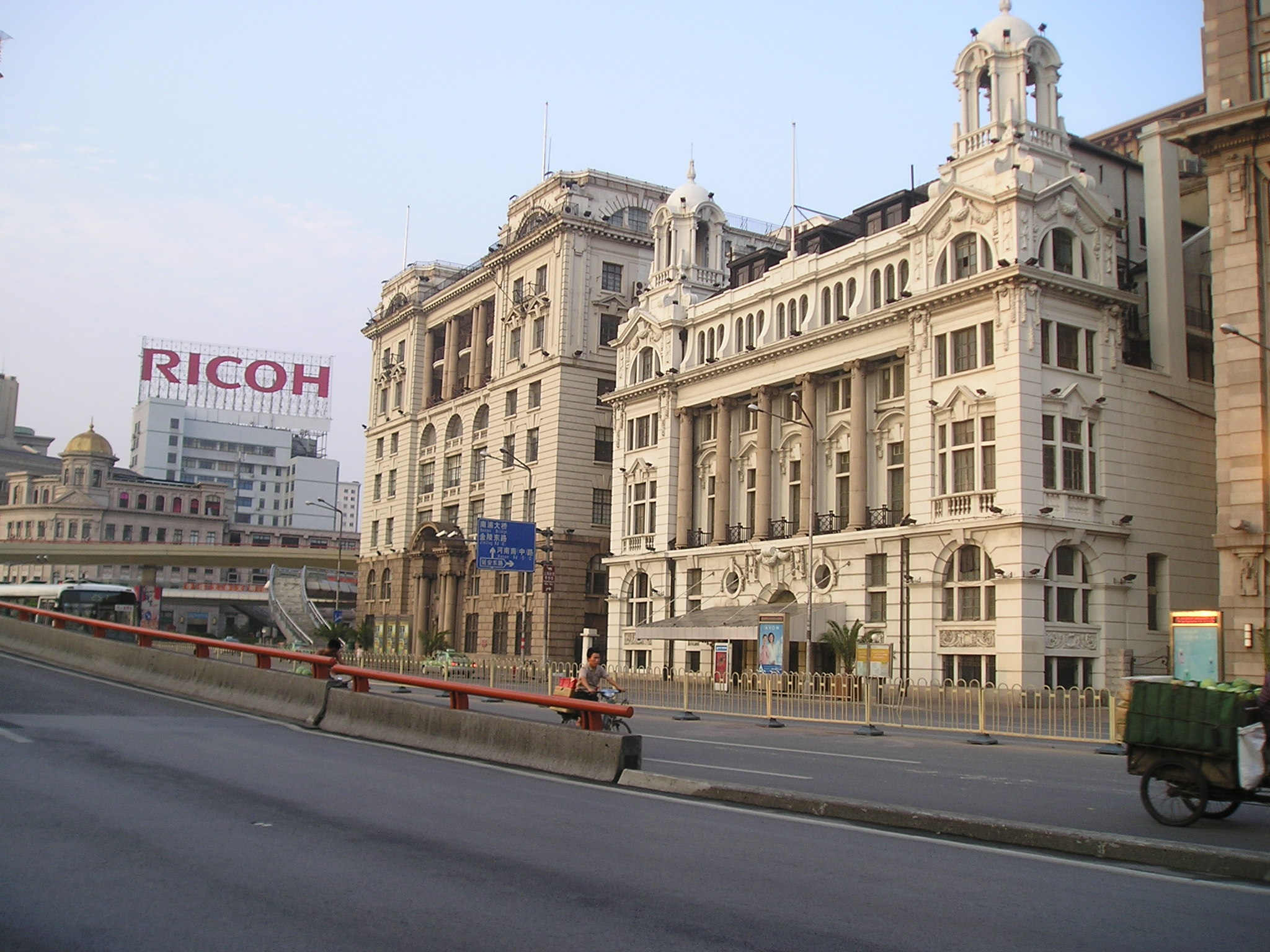
上海总会大楼（右侧）

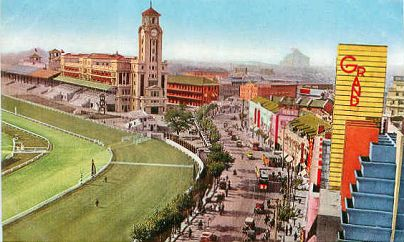
上海跑马场

上海英侨中，多数信奉英国国教圣公会，他们在中区江西路九江路口建有上海圣三一堂，而不奉国教的其他教派则在南苏州路圆明园路口建造了新天安堂。